# Introzzo
Introzzo (lombardul: Intròzz) település Olaszországban, Lombardia régióban, Lecco megyében. Lakosainak száma 119 fő (2018. január 1.). Introzzo Dorio, Tremenico, Dervio, Sueglio és Vestreno községekkel határos.

## Népesség
A település lakossága az elmúlt években az alábbi módon változott:

| 2017 | 121 |
| 2018 | 119 |